# Situ (Sumedang Utara)
Situ is een bestuurslaag in het regentschap Sumedang van de provincie West-Java, Indonesië. Situ telt 16.841 inwoners (volkstelling 2010).